# Hydropsyche januha
Hydropsyche januha (лат.) — вид ручейников рода Hydropsyche из семейства Hydropsychidae.

## Распространение
Индия.

## Описание
Средней величины ручейники, длина тела около 1 см. Тело и крылья тёмно-коричневые, перепонка переднего крыла коричневая с небольшими отчетливыми светлыми пятнами на вершине. Формула максиллярных щупиков I-II-(III, IV)-V, длина V сегмента равна длине I—IV сегментов вместе взятых. Верх головы тёмно-коричневый, с 9 тёмно-коричневыми щетинковыми наростами. Претарзальный коготок асимметричный, с боков образует пучок щетинок. Протибии с задне-вершинной шпорой по длине равны передне-вершинной шпоре. В задних крыльях закрытая медиальная ячейка; поперечные жилки передних крыльев m-cu и cu раздельны. Развита проэпистернальная щетинистая бородавка; формула шпор 2-4-4..

## Таксономия и этимология
Вид был впервые описан в 2008 году венгерским энтомологом János Oláh (Department of Environmental Management, Tessedik College, Сарваш, Венгрия) с соавторами. Видовое название januha происходит от слова «колено» на санскрите, названо так по коленчатой формы апиковентрального щетинистого отростка на X сегменте.